# Champion des champions de snooker 2017
Le champion des champions 2017 est un tournoi de snooker professionnel et non-ranking organisé par la WPBSA et inclut dans la saison 2017-2018. Il s'est déroulé du 6 au 12 novembre 2017 dans la Ricoh Arena de Coventry, en Angleterre.
Ce tournoi a réuni uniquement les vainqueurs des tournois majeurs qui se sont disputés en 2017 ainsi que le vainqueur de la précédente édition. Comme chaque année depuis la création de l'évènement, on note la présence du britannique Ronnie O'Sullivan. Le tenant du titre était John Higgins qui avait battu en finale O'Sullivan 10 manches à 7.
L'évènement a été remporté par Shaun Murphy au terme d'une finale accrochée et tendue face à Ronnie O'Sullivan. Le score était de 10-8.  

## Dotation
|                     | Dotation  |
| ------------------- | --------- |
| Vainqueur           | 100 000 £ |
| Finaliste           | 50 000 £  |
| Demi-finalistes     | 25 000 £  |
| Quart de finalistes | 17 500 £  |
| 8e de finalistes    | 12 500 £  |
| Total               | 370 000 £ |

## Joueurs qualifiés
Les joueurs sont qualifiés pour l'épreuve grâce à leur(s) victoire(s) dans d'importants tournois depuis le champion des champions 2016. La qualification est assurée pour les tenants de titre et les vainqueurs des tournois ranking et les vainqueurs des tournois non-ranking suivants :
- Masters 2017,
- Championnat de la ligue 2017,
- Coupe du monde 2017,
- Masters de Hong Kong 2017.

Les places restantes sont attribuées, si nécessaire, aux vainqueurs du championnat du monde à six billes rouges et du championnat du monde seniors.
En tant que tenant du titre, l'Écossais John Higgins se voit automatiquement attribuer une qualification dans le tournoi.
Les joueurs qualifiés sont les suivants :
| Joueur            | Qualification |
| ----------------- | --- |
| John Higgins      | Vainqueur du tournoi champion des champions 2016, du championnat de la ligue 2017, de l'Open d'Inde 2017 et finaliste du championnat du monde 2017. |
| Mark Selby        | Vainqueur du championnat du Royaume-Uni 2016, de l'Open de Chine 2017, du championnat du monde 2017 et du championnat international 2017.           |
| Ronnie O'Sullivan | Vainqueur du Masters 2017 et de l'Open d'Angleterre 2017.                                                                                           |
| Anthony Hamilton  | Vainqueur du Masters d'Allemagne 2017. |
| Barry Hawkins     | Vainqueur du Grand Prix mondial 2017. |
| Judd Trump        | Vainqueur du championnat des joueurs 2017 et du Masters d'Europe 2017.                                                                              |
| Luca Brecel       | Vainqueur du championnat de Chine 2017. |
| Ding Junhui       | Vainqueur de la coupe du monde 2017 et de l'Open mondial 2017.                                                                                      |
| Mark King         | Vainqueur de l'Open d'Irlande du Nord 2016. |
| Marco Fu          | Vainqueur de l'Open d'Écosse 2016. |
| Shaun Murphy      | Vainqueur de l'Open de Gibraltar 2017. |
| Ryan Day          | Vainqueur du Masters de Riga 2017. |
| Michael White     | Vainqueur du Classique Paul Hunter 2017. |
| Liang Wenbo       | Vainqueur de la coupe du monde 2017. |
| Anthony McGill    | Vainqueur du Snooker Shoot-Out 2017. |
| Neil Robertson    | Vainqueur du Masters de Hong Kong 2017. |

En raison d'une suspension pour paris illégaux, l'Anglais Stuart Bingham est disqualifié du tournoi.

## Tableau
Deux joueurs se sont vu attribuer des numéros de tête de série : le tenant du titre, John Higgins, a reçu le no 1 et Mark Selby le no 2.
Chaque tête de série se retrouve dans un groupe de quatre joueurs tirés au sort en amont du tournoi. Le programme des rencontres est le suivant :
- 6 novembre : rencontres du groupe 1, demi-finales en matinée, finale en soirée
- 7 novembre : rencontres du groupe 2, demi-finales en matinée, finale en soirée
- 8 novembre : rencontres du groupe 3, demi-finales en matinée, finale en soirée
- 9 novembre : rencontres du groupe 4, demi-finales en matinée, finale en soirée
- 10 novembre : première demi-finale
- 11 novembre : deuxième demi-finale
- 12 novembre : finale de l'épreuve

|  | Demi-finales de groupe au meilleur des 7 frames | Demi-finales de groupe au meilleur des 7 frames | Demi-finales de groupe au meilleur des 7 frames |    |               | Finales de groupe au meilleur des 11 frames | Finales de groupe au meilleur des 11 frames | Finales de groupe au meilleur des 11 frames |   |  | Demi-finales au meilleur des 11 frames | Demi-finales au meilleur des 11 frames | Demi-finales au meilleur des 11 frames |   |  | Finale au meilleur des 19 frames | Finale au meilleur des 19 frames | Finale au meilleur des 19 frames |
|  |                                                 |                                                 |                                                 |    |               |                                             |                                             |                                             |   |  |                                        |                                        |                                        |   |  |                                  |                                  |                                  |
|  | 1                                               | John Higgins                                    | 4                                               |    |               |                                             |                                             |                                             |   |  |                                        |                                        |                                        |   |  |                                  |                                  |                                  |
|  |                                                 | Anthony McGill                                  | 0                                               |    |               |                                             |                                             |                                             |   |  |                                        |                                        |                                        |   |  |                                  |                                  |                                  |
|  |                                                 | Anthony McGill                                  | 0                                               | 1  | John Higgins  | 0                                           |                                             |                                             |   |  |                                        |                                        |                                        |   |  |                                  |                                  |                                  |
|  | Groupe 4                                        |                                                 |                                                 | 1  | John Higgins  | 0                                           |                                             |                                             |   |  |                                        |                                        |                                        |   |  |                                  |                                  |                                  |
|  |                                                 |                                                 | Ronnie O'Sullivan                               | 6  |               |                                             |                                             |                                             |   |  |                                        |                                        |                                        |   |  |                                  |                                  |                                  |
|  |                                                 | Ronnie O'Sullivan                               | Ronnie O'Sullivan                               | 6  | 4             |                                             |                                             |                                             |   |  |                                        |                                        |                                        |   |  |                                  |                                  |                                  |
|  |                                                 | Ronnie O'Sullivan                               |                                                 |    | 4             |                                             |                                             |                                             |   |  |                                        |                                        |                                        |   |  |                                  |                                  |                                  |
|  |                                                 | Neil Robertson                                  | 1                                               |    |               |                                             |                                             |                                             |   |  |                                        |                                        |                                        |   |  |                                  |                                  |                                  |
|  |                                                 |                                                 |                                                 |    |               |                                             |                                             | Ronnie O'Sullivan                           | 6 |  |                                        |                                        |                                        |   |  |                                  |                                  |                                  |
|  |                                                 |                                                 |                                                 |    |               |                                             |                                             |                                             | 6 |  |                                        |                                        |                                        |   |  |                                  |                                  |                                  |
|  |                                                 |                                                 | Anthony Hamilton                                | 2  |               |                                             |                                             |                                             |   |  |                                        |                                        |                                        |   |  |                                  |                                  |                                  |
|  |                                                 | Barry Hawkins                                   | Anthony Hamilton                                | 2  | 2             |                                             |                                             |                                             |   |  |                                        |                                        |                                        |   |  |                                  |                                  |                                  |
|  |                                                 | Barry Hawkins                                   |                                                 |    | 2             |                                             |                                             |                                             |   |  |                                        |                                        |                                        |   |  |                                  |                                  |                                  |
|  |                                                 | Ryan Day                                        | 4                                               |    |               |                                             |                                             |                                             |   |  |                                        |                                        |                                        |   |  |                                  |                                  |                                  |
|  |                                                 | Ryan Day                                        | 4                                               |    | Ryan Day      | 4                                           |                                             |                                             |   |  |                                        |                                        |                                        |   |  |                                  |                                  |                                  |
|  | Groupe 1                                        |                                                 |                                                 |    | Ryan Day      | 4                                           |                                             |                                             |   |  |                                        |                                        |                                        |   |  |                                  |                                  |                                  |
|  |                                                 |                                                 | Anthony Hamilton                                | 6  |               |                                             |                                             |                                             |   |  |                                        |                                        |                                        |   |  |                                  |                                  |                                  |
|  |                                                 | Ding Junhui                                     | Anthony Hamilton                                | 6  | 2             |                                             |                                             |                                             |   |  |                                        |                                        |                                        |   |  |                                  |                                  |                                  |
|  |                                                 | Ding Junhui                                     |                                                 |    | 2             |                                             |                                             |                                             |   |  |                                        |                                        |                                        |   |  |                                  |                                  |                                  |
|  |                                                 | Anthony Hamilton                                | 4                                               |    |               |                                             |                                             |                                             |   |  |                                        |                                        |                                        |   |  |                                  |                                  |                                  |
|  |                                                 |                                                 |                                                 |    |               |                                             |                                             |                                             |   |  |                                        |                                        | Ronnie O'Sullivan                      | 8 |  |                                  |                                  |                                  |
|  |                                                 |                                                 |                                                 |    |               |                                             |                                             |                                             |   |  |                                        |                                        |                                        | 8 |  |                                  |                                  |                                  |
|  |                                                 |                                                 | Shaun Murphy                                    | 10 |               |                                             |                                             |                                             |   |  |                                        |                                        |                                        |   |  |                                  |                                  |                                  |
|  |                                                 | Marco Fu                                        | Shaun Murphy                                    | 10 | 3             |                                             |                                             |                                             |   |  |                                        |                                        |                                        |   |  |                                  |                                  |                                  |
|  |                                                 | Marco Fu                                        |                                                 |    | 3             |                                             |                                             |                                             |   |  |                                        |                                        |                                        |   |  |                                  |                                  |                                  |
|  |                                                 | Michael White                                   | 4                                               |    |               |                                             |                                             |                                             |   |  |                                        |                                        |                                        |   |  |                                  |                                  |                                  |
|  |                                                 | Michael White                                   | 4                                               |    | Michael White | 4                                           |                                             |                                             |   |  |                                        |                                        |                                        |   |  |                                  |                                  |                                  |
|  | Groupe 2                                        |                                                 |                                                 |    | Michael White | 4                                           |                                             |                                             |   |  |                                        |                                        |                                        |   |  |                                  |                                  |                                  |
|  |                                                 |                                                 | Shaun Murphy                                    | 6  |               |                                             |                                             |                                             |   |  |                                        |                                        |                                        |   |  |                                  |                                  |                                  |
|  |                                                 | Shaun Murphy                                    | Shaun Murphy                                    | 6  | 4             |                                             |                                             |                                             |   |  |                                        |                                        |                                        |   |  |                                  |                                  |                                  |
|  |                                                 | Shaun Murphy                                    |                                                 |    | 4             |                                             |                                             |                                             |   |  |                                        |                                        |                                        |   |  |                                  |                                  |                                  |
|  |                                                 | Mark King                                       | 2                                               |    |               |                                             |                                             |                                             |   |  |                                        |                                        |                                        |   |  |                                  |                                  |                                  |
|  |                                                 |                                                 |                                                 |    |               |                                             |                                             | Shaun Murphy                                | 6 |  |                                        |                                        |                                        |   |  |                                  |                                  |                                  |
|  |                                                 |                                                 |                                                 |    |               |                                             |                                             |                                             | 6 |  |                                        |                                        |                                        |   |  |                                  |                                  |                                  |
|  |                                                 |                                                 | Luca Brecel                                     | 4  |               |                                             |                                             |                                             |   |  |                                        |                                        |                                        |   |  |                                  |                                  |                                  |
|  |                                                 | Judd Trump                                      | Luca Brecel                                     | 4  | 0             |                                             |                                             |                                             |   |  |                                        |                                        |                                        |   |  |                                  |                                  |                                  |
|  |                                                 | Judd Trump                                      |                                                 |    | 0             |                                             |                                             |                                             |   |  |                                        |                                        |                                        |   |  |                                  |                                  |                                  |
|  |                                                 | Luca Brecel                                     | 4                                               |    |               |                                             |                                             |                                             |   |  |                                        |                                        |                                        |   |  |                                  |                                  |                                  |
|  |                                                 | Luca Brecel                                     | 4                                               |    | Luca Brecel   | 6                                           |                                             |                                             |   |  |                                        |                                        |                                        |   |  |                                  |                                  |                                  |
|  | Groupe 3                                        |                                                 |                                                 |    | Luca Brecel   | 6                                           |                                             |                                             |   |  |                                        |                                        |                                        |   |  |                                  |                                  |                                  |
|  |                                                 | 2                                               | Mark Selby                                      | 4  |               |                                             |                                             |                                             |   |  |                                        |                                        |                                        |   |  |                                  |                                  |                                  |
|  | 2                                               | 2                                               | Mark Selby                                      | 4  | Mark Selby    | 4                                           |                                             |                                             |   |  |                                        |                                        |                                        |   |  |                                  |                                  |                                  |
|  | 2                                               |                                                 |                                                 |    | Mark Selby    | 4                                           |                                             |                                             |   |  |                                        |                                        |                                        |   |  |                                  |                                  |                                  |
|  |                                                 | Liang Wenbo                                     | 3                                               |    |               |                                             |                                             |                                             |   |  |                                        |                                        |                                        |   |  |                                  |                                  |                                  |

## Finale
| Finale au meilleur des 19 manches Arbitre : Paul Collier      |                          |                         |
| Ronnie O'Sullivan Angleterre                                  | 8 - 10 ( - )             | Shaun Murphy Angleterre |
| 1 108                                                         | Centuries Meilleur break | 0 86                    |
| Shaun Murphy remporte le tournoi champion des champions 2017. |                          |                         |

## Century breaks
- 138, 134, 124, 109, 101  Ronnie O'Sullivan
- 133  Anthony Hamilton
- 131, 123, 121, 101  Shaun Murphy
- 125, 112  Mark Selby
- 110, 103  Ryan Day
- 108  Barry Hawkins
- 105, 103  Luca Brecel
- 102  Michael White
- 100  Marco Fu